# Ctenucha reimoseri
Ctenucha reimoseri là một loài bướm đêm thuộc phân họ Arctiinae, họ Erebidae.